# بسکتبال قهرمانی باشگاه‌های غرب آسیا ۱۹۹۹
بسکتبال قهرمانی باشگاه های غرب آسیا ۱۹۹۹،دومین دوره مسابقات جام قهرمانی غرب آسیا بود،این مسابقات از ۱۲ تا ۱۵ آوریل در امان پایتخت اردن برگزار شد.

## جدول رده بندی
| تیم            | بازی | برد | باخت | امتیاز |
| ارتدکس         | ۲    | ۲   | ۰    | ۴      |
| الکووا الجوویه | ۲    | ۱   | ۱    | ۳      |
| القدس          | ۲    | ۰   | ۲    | ۶      |